# A Windows Vistából eltávolított funkciók
Bár a Windows Vista számos újdonságot tartalmaz, eltávolítottak belőle egyes régebbi technológiákat, elavult képességeket és bizonyos programokat, amelyek még a Windows XP részét képezték. Alább következik azon képességek listája, amik még jelen voltak a Windows XP-ben, de eltávolításra kerültek a Windows Vistában.

## Belső változtatások és alkalmazásszintű változások
- A DOS/Windows környezetbe készült EXE-k, amiket nem a Win32 API-hoz linkeltek, előfordulhat hogy el sem indulnak, vagy gyengébb teljesítményt nyújtanak Windows Vista alatt futtatva. Ennek oka, hogy a Vista szándékosan 32 MB-ra (33 554 432 bájt) korlátozza az alkalmazás memóriaterét. Ez a korlátozás minden, a Win32 API-nak nem megfelelő alkalmazást, fordítót vagy linkert érint.[1] A Windows korábbi változataiban nem élt ilyen korlátozás.
- A hangbeállítás felhasználói felületéből kivették az egyéb hardveres vagy szoftveres MIDI szintetizátor választását, az alapértelmezett Microsoft GS Wavetable Software synth-en kívül. Más MIDI szintetizátort vagy kimeneti portot a Windows Beállításjegyzék szerkesztésével lehet választani.[2][3]
- A Windows Aero használatakor minden GDI- és GDI+-alapú alkalmazás az új ablakkezelőben, azaz a Desktop Window Managerben fut. Ekkor a GDI rajzolókód átirányításra kerül a DWM-en keresztül; azonban a GDI nem hardveresen gyorsított átirányított formájában.[4] Viszont az új ablakkezelő természete miatt (a bitmapek mozgatása, a GDI+ átlátszósága és anti-aliasingja most a DWM core feladata), az ablakmozgatás vagy átméretezés akár gyorsabb is lehet, de legalábbis gyorsabb hatást kelt, mivel nem kell az ablak teljes tartalmát újrarajzolni.[5]
- Mivel a Windows Vista hangkezelési vermét újraírták, és nem örökölte meg a korábbi Windows-verziók Hadware Abstraction Layerjét (hardverabsztrakciós réteg), ezért a DirectSound és DirectSound3D APIk számára elveszett a hardveres gyorsítás lehetősége. A DirectSound API-t teljes mértékben szoftverből emulálja. Egyedül az OpenAL maradt meg, mint hardveresen gyorsított 3D-hangkezelési lehetőség.
- A Windows XP-ben lényegében a hangok minden audio végpont számára egyszerre „szórásra” kerülnek. A Windows Vista új hangrendszere megváltoztatja ezt a viselkedést. Gyakorlatilag a hangokat csak a rendszer által alapértelmezettként beállított, vagy a felhasználó által a Vezérlőpultban konfigurált specifikus végpont felé lehet küldeni. Bár ez a viselkedés nagyobb rugalmasságot nyújt, és nagyobb teret ad a DSP-képességeknek, korlátozást is jelenthez akkor, ha a zenét helyileg szeretnénk streamelni, vagy a hálózaton keresztül több eszköz felé.[6]
- Ahogy a Windows XP Professional és a Windows Server 2003 x64-es változatainál is látható volt, a Windows Vista x64-es verziói nem tartalmazzák az NTVDM alrendszert, azaz a virtuális gépet, ami lehetővé tette a DOS alkalmazások futtatását; sem a Win16-alrendszert. Ezzel megszűnik a DOS-os, valamint a Windows 1.0, 2.0 és 3.x alkalmazások futtatásának lehetősége. Külső gyártók szoftvereivel (például DOSBox) továbbra is emulálható a DOS környezet.
- Bár továbbra is beállítható, hogy a Windows hogyan viselkedjen a főkapcsoló (Power) lenyomásakor, többé nem lehetséges beállítani, hogy minden alkalommal megkérdezze a felhasználót, mi történjen.[7]
- A Windows Vistát már nem lehetséges FAT32 fájlrendszerű kötetre telepíteni, kizárólag NTFS-re.[8] A FAT és FAT32 kötetek írása-olvasása továbbra is támogatott.
- A videotartalmak támogatását kivették a Windows Image Acquisitionből (Windows képbeviteli API és drivermodell) az újabb Windows Portable Devices API támogatására cserélve.[9] Ennek eredményeként a Windows Vistában lévő Windows Movie Maker nem támogatja a videók importják analóg videoforrásokból, mint amilyen például a videorekorderek, analóg kamkorderek vagy webkamerák.[10]
- Nem lehetséges a Windows Media Player 11 licenceinek mentése és visszaállítása.[11]
- Nem lehetséges a Microsoft Office Outlook névjegyeinek megosztása a Windows Névjegytárral (Windows Contacts), míg a Windows XP-ben a Beállításjegyzék „UseOutlook” értékének beállítása lehetővé tette az Outlook névjegyek megosztását a Címjegyzékkel (Windows Address Book).
- Nem lehet egyszerű szövegként (HTML nélkül) levelet küldeni a Windows Névjegytárban található egyetlen személy részére.
- A Windows Vista megköveteli az Advanced Configuration and Power Interface (ACPI) támogatását az alaplapokon; így a régebbi, csak az Advanced Power Managementet (APM) támogató alaplapokkel nem működik együtt. Az ACPI 2.0 vagy később változata az ajánlott, mivel a Vista az energiatakarékos technológiákat, mint például az AMD Cool'n'Quiet energiatakarékos technológiáját nem támogatja az ACPI 1.0-s alaplapokon. Egyéb „elavult” technológiák, amiket már nem támogat a Vista: EISA-buszok, game portok, MPU-401, AMD K6/2+ mobil CPU-k, a  Mobile Pentium II és Mobile Pentium III SpeedStep-technológiája; az ISAPnP[12] alapértelmezetten ki van kapcsolva.
- A SerialKeys nevű kisegítő lehetőség támogatását megszüntették.[13]
- A Direct3D Retained Mode (D3DRM) el lett távolítva,[14] a DirectPlay Voice és a DirectPlay NAT Helper úgyszintén.[15] Egyes DirectInput-képességeket szintén kivettek.[16] A DirectPlay API megszüntetésre lett ítélve. A DirectMusic kernelmódú szintetizátorát, ami a DirectMusic komponensek számára biztosított nagy felbontású időzítést, szintén megszüntették.[17]
- A Windows Management Instrumentation Driver Extensions (WMI Driver) szolgáltatások többé nem támogatottak.[18]
- A Biztonsági mentés eszköz vistás verziójában nem lehetséges pontosan megadni, hogy melyik fájlokat és mappákat szeretnénk kizárni a mentésből. A felhasználó csak dokumentum-kategóriákat választhat ki mentésre. Hasonló okokból nem lehetséges megadott útvonalú fájlok vagy a hálózaton található fájlok mentése. Nem listázza továbbá a Biztonsági mentés eszköz a lementendő állományok listáját. A titkosított fájlrendszerrel (Encrypting File System, EFS) titkosított fájlokat kihagyja mentéskor.[19][20] A Windows Vista 1. szervizcsomagja lehetőséget nyújt majd az EFS-titkosított fájlok mentésére.[21]
- A titkosított fájlrendszer (EFS) vistás megvalósításából kihagyták a WebDAV protokoll támogatását. A Windows XP-ben a WebDAV megosztásokról vagy megosztásokra másolt, titkosított fájlok a hálózaton is titkosított állapotban mozogtak (ellentétben azzal, hogy például az SMB megosztások viselkednek).  A Windows Vistában a titkosított fájlokat a WebDAV megosztásra másolva a hálózaton titkosítatlanul küldi tovább. Ezt a funkcionalitást a Windows Vista SP1 és a Windows Server 2008 „kliensoldali titkosításával” tervezik kiváltani.
- A bejelentkező képernyő nem mutatja a futó programok és az olvasatlan levelek számát a Gyors felhasználóváltás használatakor.
- A Dr. Watson alkalmazás-debugger és lefagyás-analizáló eszközt eltávolították. Helyette a Problémajelentések és megoldások (Problem Reports and Solutions) vezérlőpult-alkalmazás jelent meg, nem teljesen megegyező funkcionalitással.[22]
- A DirectX diagnosztikai eszköz (DxDiag) csak kijelzi az információkat; nem lehetséges többé a hardver és a különböző DirectX-komponensek tesztelésére használni.[23]
- A Windows Feladatkezelőből eltávolították a számítógép leállításának lehetőségét.
- A Windows Vista a Package Managert (Pkgmgr.exe) és a Windows Update Standalone Installert (Wusa.exe) használja a szoftverfrissítések és hotfixek telepítésére. Ezek azonban nem támogatják a Windows XP Package Installerjének (Update.exe) parancssori kapcsolóit.[24] Az Update.exe funkcionalitásának nagy része hiányzik. Nincs például lehetőség az uninstall információk lementésének kihagyására a /nobackup vagy /n kapcsolóval.[25] A Windows Vista a hotfixek telepítése előtt a lecserélendő fájlokat a %Windir%\WinSxS mappába menti. Mivel ez a lépés nem hagyható ki, egy idő után ez a mappa egészen nagyra is megnőhet.
- A gyorsabb telepítés érdekében hozott tervezési döntések miatt a Vista telepítőmédiáiba nem lehetséges olyan módon integrálni a szervizcsomagokat vagy hotfixeket, mint a Windows XP-nél, Windows Server 2003-nél vagy a Windows 2000-nél.[26] A Microsoft bejelentette a frissített, SP1-integrált Vista-telepítőmédiákat.
- Nem lehetséges a Windows aktivációs állapot elmentése a Biztonsági mentés eszközzel. A Windows XP kiskereskedelmi és OEM verzióiban az újratelepítéskor, ha nem volt hardverváltozás, nem kellett a Windowst újraaktiválni, amennyiben a WPA.DBL fájl elmentésre és visszaállításra került.
- A Windows Media Player 10, ami letölthető a Windows XP-hez és része a Windows XP Media Center Edition 2005-nek, tartalmazza a Fraunhofer MP3 ACM kodekét. Licencelési korlátozások miatt a Windows Vistában csak MP3-dekóder található, ACM tömörítő nem.[27]

## A Windows Shellből eltávolított képességek
- Az Active Desktop-funkcionalitást megszüntették. Így animált GIF-fájlokat nem lehet háttérképként beállítani. Más dinamikus tartalom, mint HTML vagy HTA fájlok sem futhatnak az Asztalon.
- A mappabeállításokból kivették a Fájltípusok fület, ami a Windows 95-től a Windows XP/Windows Server 2003-ig minden Microsoft operációs rendszer része volt. A Fájltípusok fülön lehetőség volt a különböző fájltípusokhoz tartozó hozzárendelések megváltoztatására.  Lehetőség nyílt annak konfigurálására, hogy egy bizonyos típusú fájlra kattintva melyik alkalmazás nyissa meg a fájlt, de új fájlkiterjesztéseket is lehetett definiálni, de lehetőség volt itt másodlagos műveleteket megadni, a kiterjesztéshez tartozó ikont megváltoztatni, vagy a fájlkiterjesztések csak bizonyos fájltípusok esetén való mutatására. A Windows Vista Vezérlőpultjában található egy Alapértelmezett programok (Default Programs) nevű alkalmazás, ám ez csak az fájlra való dupla kattintáskor történő alapértelmezett akciót engedi módosítani; nem engedi kiválasztani, hogy milyen alkalmazással lehet például szerkeszteni a fájlt, ha jobb egérgombbal kattint rá.[28]
- Nem lehetséges az Automatikus lejátszás (AutoPlay) beállításainak felülbírálata a SHIFT gomb lenyomásával, mint a korábbi Windowsokban, bár a Vezérlőpulton továbbra is le lehet tiltani az Automatikus lejátszást.[29]
- A menük vizuális megjelenítését nem lehet úgy beállítani, hogy ki- és beússzanak. Csak az áttűnési effektus érhető el.
- A Windows tálca nem vonszolható a képernyő aljára, hogy ezzel elrejtsük.
- Az eszköztárak, mint például a Gyorsindítás nem „téphetők le” a tálcáról hogy lebegő külön minialkalmazásként viselkedjenek vagy a képernyő másik széléhez tapadjanak; bár a merevlemez mappáival ezt meg lehet tenni hasonló módon. Egyedül a Nyelvi eszköztár támogatja a korábbi lebegő üzemmódot.
- Egyes függvények[30] és név-exportok[31] eltávolításra kerültek a shell32.dll-ből.[32]

## A Windows Explorer eltávolított vagy megváltoztatott képességei
- A Windows Aero használatakor nem lehet megjeleníttetni a teljes elérési utat a címsorban. Az Aero kikapcsolt állapotában (a klasszikus mappanézetben) a teljes elérési út megjeleníthető.
- Az Intézőből kivették a gombot, amivel egy mappával följebb lehet navigálni. Ezt most az új stílusú navigációs sávon az eggyel följebbi mappára kattintással, vagy az Alt + Fel gombok egyidejű megnyomásával lehet elérni; némi funkcionalitás így is áldozatul esett azonban, például nem lehet a szülőmappát a Ctrl gomb és az Intéző felfelé nyilának egyidejű megnyomásával új ablakban megnyitni.
- A standard eszköztár gombjait és felosztását nem lehet testre szabni.
- Nem lehet jelszót adni zip fájlhoz (Tömörített mappához).
- A gyakori feladatok panel (Common Tasks pane, új nevén kedvenc hivatkozások – Favorite Links) és a Részletek panel csak a 'Rendezés' (Organize) gombbal távolítható el.
- A 'Filmszalag nézet' (Filmstrip view) helyett különböző méretű Ikonnézetek jelentek meg, valamint egy teljes képernyős diavetítési üzemmód.
- Eltűnt a lehetőség, hogy egy fájl másodlagos stream-jében tárolt metaadatokat a fájltulajdonságok „Összegzés”/„Részletek” fülén keresztül megtekintsük és szerkesszük.[33]
- „Közzététel a weben” varázsló (Web Publishing Wizard)
- Egy mappa az Internet Information Services-on keresztül való webes megosztása a Windows Intéző felületén keresztül.
- „Asztal karbantartása” varázsló
- A „számítógép leírása” mezőt nem mutatja az Intéző a munkacsoport számítógépeinek listázásakor
- Az IColumnProvider shell extension interface eltávolításra került. Az olyan Intéző-kiterjesztések, amik az Intéző oszlopait bővítik ki vagy azokra hivatkoznak, nem fognak Vista alatt működni.[34]
- Az Állapotsor nem mutatja a mappa teljes helyfoglalását vagy a merevlemezen maradó szabad helyet.

## Az Internet Explorer 7-tel eltávolított képességek
- Az eszköztár testre szabhatósága megszűnt. A címsor és a parancssáv helyzetét nem lehet változtatni.
- Az Internet Explorer és a Windows Explorer integrációját megszüntették. Ez szintén igaz az Internet Explorer 7-re Windows XP és Windows Server 2003 alatt.
- Több régi és keveset használt technológiát eltávolítottak: DirectAnimation-támogatás, XBM képek (az IE 6-ból kivették), CDF, „forrás megtekintése” (View-source:) protokollkezelők és a 40 bites SSL-titkosítási algoritmusok.
- A kép eszköztárat eltávolították. A legtöbb parancs, ami ezen az eszköztáron volt (Kép mentése, Kép küldése levélben, Beállítás háttérként) most egy környezetérzékeny menüből érhető el a képre jobb egérgombbal kattintva.
- Az offline kedvencek funkciót, ami weboldalakat automatikusan szinkronizált és tárolt későbbi, offline megtekintés céljából, lecserélték az RSS-feedek kedvéért.[35]
- Az ideiglenes internetfájlok (a letöltött fájlok gyorsítótára) maximális mérete 1024 MB-ban limitált az Internet Explorer 7 alatt. Ez a Windows Vistán kívül a többi Windows változatra is igaz.

## AWin32 konzolbóleltávolított képességek
- A Windows Display Driver Model (WDDM) nem támogatja az összes DOS videoüzemmódot, így a DOS-alapú és a Win32 konzolt használó programok nem képesek teljes képernyős üzemmódban futni.[36]

- A Windows korábbi változataiban lehetséges volt minden konzolablakhoz különböző beállításokat elmenteni. A Windows megkérdezte a felhasználót, hogy a beállításokat a jelenlegi ablakra alkalmazza, vagy az ablakot elindító parancsikonra inkább. A Windows Vista a beállításokat az összes konzolablakra alkalmazza a felhasználó megkérdezése nélkül.[37]

- Egy fájl vagy mappa „húzd és vidd”-módon való beledobása egy Win32 konzolablakba többé nem másolja bele a fájl vagy mappa elérési útvonalát.[38]

## Eltávolított vagy megváltoztatott hálózatos képességek és programok
- A Windows Vista az erős host modellt használja, szemben az összes előző verzióban alkalmazott laza host modellel.

A beérkező unicast csomagokat az IP-stack laza host modell esetében attól függetlenül feldolgozza, hogy azok melyik interfészre érkeztek. Az erős host modell azonban csak akkor foglalkozik az adott csomaggal, ha az azon az interfészen érkezik, amelyikhez hozzá van rendelve a beérkező csomag címzettjének hálózati címét tartalmazó hálózati tartomány.
- Az értesítési területen egyetlen ikon jelképezi a hálózati kapcsolat jelenlétét minden hálózati adapteren, akár vezetékes vagy vezeték nélküli, bármilyen fajta hálózati kapcsolatnál. Nem lehetséges egyedi státusikonokat hozzárendelni a kapcsolatokhoz vagy ezeket elrejteni.
- A KeepRasConnections registry-bejegyzés, amivel a RAS-kliens lecsatlakozása után is online lehetett maradni, nem támogatott Windows Vista alatt.[40]
- A Közvetlen kábelkapcsolat nem támogatott Windows Vista alatt.[41]
- Az Simple Mail Transfer Protocol (SMTP) és POP3 kiszolgálók nem részei a Windows Vista IIS-komponensének.[18][42]
- A Gopher protokoll nem támogatott Windows Vista alatt.
- A SLIP egyes ritkán használt protokolljait, mint a Bandwidth Allocation Protocol és az X.25 eltávolították. Az SLIP kapcsolatok automatikusan PPP használatára konvertálódnak.
- Az SPAP, EAP-MD5-CHAP és az MS-CHAP v1 protokollokat nem támogatja a Vista PPP-kapcsolatokhoz, az MS-CHAP v2 váltja fel ezeket.[43]
- Az Outlook Expresstől eltérően a Windows Mail nem támogatja a WebDAV protokollon keresztüli HTTP levelezést (amit korábban a Hotmail-fiókok és a Yahoo! Mail használt); valószínűleg a Windows Live Mailre lesz szükség hasonló képességek eléréséhez. Az Outlook Expresstől eltérően a Windows Mail nem támogatja az „identitások” közötti váltást, vagy teszi lehetővé több identitás kezelését egy program-munkameneten belül. Ehelyett az indentitások a felhasználói fiókhoz kötöttek, és egy új identitás létrehozásához új felhasználói fiók létrehozására is szükség van.[44]
- NWLink IPX/SPX/NetBIOS-kompatibilis hálózati protokoll.
- Az rexec, rsh, finger, és egyes parancssori eszközök, amik UNIX rendszerekkel való kommunikációra szolgálnak, ki lettek hagyva az alapértelmezett telepítésből. A UNIX alapú alkalmazások alrendszere (Subsystem for Unix-based applications, SUA), korábbi nevén Windows Services for Unix opcionális komponensként továbbra is tartalmazza ezeket.
- A Windows Messenger eltávolításra került, csak egy hivatkozást hagytak meg a Windows Live Messengerre.
- Az RTC Client API (Real-Time Communications, valós idejű kommunikáció) 1.3 nem szerepel a Windows Vistában.[45]
- A H.323 korábban beépített Voice Over IP (VOIP) képességei kivételre kerültek. A NetMeeting, H.323 és IPConf TSPs-k, és a HyperTerminal mind kikerült a Windowsból. A Windows Tárgyaló (Windows Meeting Space) a NetMeetinget helyettesítő vistás alkalmazás, azonban a mikrofontámogatás, vagy az audio- és videokonferenciák szervezésének lehetősége kikerültek belőle.[46]
- Az IP over 1394 (FireWire hálózat) támogatása megszűnt.[47]
- Asynchronous Transfer Mode (ATM).
- Open Shortest Path First (OSPF) útválasztási protokollkomponens az Útválasztás és távelérésben.
- Az Útválasztás és távelérés egyszerű tűzfala (a Windows Tűzfal helyettesíti).
- Statikus IP-szűrési API-k az Útválasztás és távelérésben (a Windows Filtering Platform API-jai váltják fel).
- A Services for Macintosh, ami a már elavult ApplaTalk protokollon keresztül nyújtott fájl- és nyomtatómegosztási támogatást, el lett távolítva.
- A FrontPage Server Extensions támogatása megszűnt, a Windows SharePoint Services kliensoldali támogatása váltja fel.
- A NetDDE technológia, ami az alkalmazások számára lehetővé teszi a DDE-vel történő adatcserét hálózaton keresztül, kikerült a Vistából.[48]
- Az NT LAN Manager Security Support Provider szolgáltatást az újabb Kerberos autentikációs protokoll váltja fel.[18]

## Egyéb programokból eltávolított képességek
- A lemeztöredezettség-mentesítőből (Windows Disk Defragmenter) kivették a grafikus megjelenítési lehetőséget és a folyamatjelzőt.[49] A végleges változatban nem lehet kézileg meghatározni, hogy melyik köteteket töredezettség-mentesítse, csak a parancssori defrag.exe futtatásával. A Windows Vista Service Pack 1-ben ezt kijavítják.[21]
- A Hangrögzítő a Windows Vistában nem képes hangállományok megnyitására. Ráadásul parancssori kapcsolók nélkül nem képes veszteségmentes (tömörítetlen) WAV formátumba menteni, ehelyett a veszteséges 96 kbit/s-os WMA formátumot használja. Kizárólag a Windows Vista N kiadásai mentenek WAV formátumba alapértelmezésben.[50] Szintén eltávolították az alapvető hangfeldolgozási képességeket, mint formátumkonverzió, mintavételi arány-konverzió, visszhang hozzáadása, a hang megfordítása, a hangerő és a lejátszási sebesség megváltoztatása, a hang feldarabolása, beillesztése, keverése, vagy akár a hang spektrumának grafikus megtekintése.
- A Windows Media Player 6.4-es változata (mplayer2.exe) eltávolításra került. Korábban a Windows XP Media Center Edition 2005-ből is kivették, de minden egyéb XP-kiadás részét képezte.
- A Microsoft Office Word-dokumentumok (*.DOC) támogatását kivették a WordPadből.[51] A Microsoft az ingyenesen letölthető Word Viewert ajánlja ezeknek a megnyitásához.
- A „Képolvasó és fényképezőgép varázslója” szerepét nagyrészt átvette a Windows Fotótár, de egyes funkciók áldozatul estek. Ilyen a képesség, hogy a felhasználó kiválassza, mely képek kerüljenek át a kameráról.[52] A Windows Intézőn keresztül továbbra is lehetőség van egyes képek kézi átmásolására.
- A Windows Fotótárban megszűnt az animált .GIF fájlok kezelésének lehetősége. Az Internet Explorer továbbra is megjeleníti őket.

## Eltávolított maradványprogramok
- Vágókönyv-megjelenítő (Clipbook Viewer)
- Objektumcsomagoló (Object Packager), egy elavult eszköz nem-OLE objektumok OLE-objektumokon belülre csomagolására/linkelésére.
- A 32 bites .HLP (WinHelp) súgóformátum támogatása,[53] hogy ösztönözzék a szoftverfejlesztőket az újabb 32 bites súgóformátumok, mint a Compiled HTML Help használatára. A Microsoft letöltőközpontból továbbra is letölthető a .HLP formátum megjelenítője.[54][55] A 16 bites .HLP formátum támogatása megmaradt.
- A környezetérzékeny súgó nem érhető el Windows Vista alatt, mivel a WinHelp technológián alapszik. Bár a HTML Help technológia szintén képes a környezetérzékeny súgó támogatására, a Windows Vista párbeszédablakaiból száműzték a „Mi ez?” gombokat és a környezetérzékeny súgó funkcionalitást.
- Internetes játékok asztali változatai, mint a Dámajáték, Fekete macska, Ostábla, Pikk, Színcserélő. Bár ezek a játékok ingyenesen játszhatók online az MSN Gamesen, böngészőablakon belül futnak és Windows Live ID-fiókra van szükség futtatásukhoz.
- A 3D Flipper játék
- A Programkezelő teljesen el lett távolítva. Már korábban, a Windows XP SP2 idején sem lehetett elindítani, de sok régi ikont tároltak benne.
- Több korábbi képernyővédő, köztük a legtöbb OpenGL képernyővédő, amit még a Windows 95b-vel vezettek be, és klasszikusok, mint a „repülő ablakok” képernyővédő.

## Egyéb kisebb változtatások
- A Windows indulási hangját nem lehet testre szabni, bár a be- és kijelentkezési hanghatások továbbra is testre szabhatók.
- Megszűnt a frissítések és a telepített programok közös nézetben történő megjelenítése. A frissítéseket a különálló Programok és szolgáltatások (Programs and Features) vezérlőpult-elemen keresztül lehet megtekinteni.
- A hardverprofilok (rendszertulajdonságok→hardver) készítésének lehetősége megszűnt.
- A Klasszikus Windows téma színei (Búza, Esős nap, Juharlevél, Padlizsán) eltávolításra kerültek.

## Fordítás
- Ez a szócikk részben vagy egészben  a   Features removed from Windows Vista című angol Wikipédia-szócikk ezen változatának fordításán alapul.  Az eredeti cikk szerkesztőit annak laptörténete sorolja fel. Ez a jelzés csupán a megfogalmazás eredetét és a szerzői jogokat jelzi, nem szolgál a cikkben szereplő információk forrásmegjelöléseként.